# Francesca Caterina di Savoia
Francesca Caterina di Savoia (Torino, 5 ottobre 1595 – Biella, 20 ottobre 1640) è stata una principessa e religiosa italiana, ottava figlia del duca Carlo Emanuele I di Savoia e di sua moglie, la duchessa consorte Caterina Michela d'Asburgo.

## Storia
Figlia del duca di Savoia Carlo Emanuele I e di Caterina d’Asburgo, fu educata secondo le usanze spagnole, come da accordi presi a Corte. Nonostante fossero stati avviati alcuni negozi con la Corte francese per un possibile e conveniente matrimonio di Francesca Caterina, spinta anche dall'esempio della marchesa di Ceva, richiese insieme con la sorella Maria Apollonia di poter fondare a Torino un nuovo monastero. Il 24 ottobre 1627 giunsero tre Suore Cappuccine di Pavia.
Dopo che l'8 febbraio 1629 Maria Apollonia fece voto di verginità presso la personale cappella privata, Francesca Caterina rese noto di aver fatto un voto simile: allora assieme alla sorella si dedicò ad opere di carità e penitenze religiose; il 4 ottobre 1629 entrambe furono ordinate nel Terz'ordine francescano.
In seguito ad ordini paterni, dovettero abbandonare Torino a causa di un'epidemia di peste, contribuendo comunque a distanza tramite la donazione dei soldi ricavati dalla vendita dei loro gioielli, e al ritorno nella città usarono 33.000 scudi, donati prima dal padre e poi dal fratello, per la ricostruzione di Torino.
Incoraggiate dall'Arcivescovo di Torino, fondarono un ricovero per il recupero delle prostitute, che arrivò ad ospitare fino a 60 donne, di cui molte ricevettero poi l'abito del Terz'ordine francescano.
Nel 1634 si recarono assieme al santuario della Madonna di Oropa per un periodo di riflessione, partecipando nel frattempo attivamente alla confezione e manutenzione dei paramenti. Fondarono qui le "Figlie di Maria", un gruppo di donne che, pur senza proferire i voti in forma pubblica, si dedica ancora oggi all'assistenza dei pellegrini e alle necessità del santuario.
Il 13 dicembre 1634 entrambe fecero la loro professione religiosa al Provinciale dei Cappuccini, nella loro cappella privata. Trasferitesi a Biella, città che nella contesa tra principisti e madamisti parteggiava per la prima fazione, si recarono nuovamente ad Oropa il 10 ottobre 1640. 
A causa di questo viaggio, Francesca Caterina contrasse una polmonite, che la uccise il 20 ottobre dello stesso anno; fu sepolta nel santuario di Oropa.

## Ascendenza
|                                |                   |                        | Genitori                        |  |  | Nonni |  |  | Bisnonni            |  |  | Trisnonni            |  |
|                                |                   |                        |                                 |  |  |       |  |  | Carlo III di Savoia |  |  | Filippo II di Savoia |  |
|                                |                   |                        |                                 |  |  |       |  |  | Carlo III di Savoia |  |  | Filippo II di Savoia |  |
|                                |                   | Claudina di Brosse     |                                 |  |  |       |  |  | Carlo III di Savoia |  |  |                      |  |
| Emanuele Filiberto I di Savoia |                   |                        |                                 |  |  |       |  |  | Carlo III di Savoia |  |  |                      |  |
|                                |                   | Beatrice di Portogallo | Manuele I del Portogallo        |  |  |       |  |  |                     |  |  |                      |  |
|                                |                   | Beatrice di Portogallo | Manuele I del Portogallo        |  |  |       |  |  |                     |  |  |                      |  |
|                                |                   | Beatrice di Portogallo | Maria d'Aragona e Castiglia     |  |  |       |  |  |                     |  |  |                      |  |
| Carlo Emanuele I di Savoia     |                   | Beatrice di Portogallo |                                 |  |  |       |  |  |                     |  |  |                      |  |
|                                |                   | Francesco I di Francia | Carlo di Valois-Angoulême       |  |  |       |  |  |                     |  |  |                      |  |
|                                |                   | Francesco I di Francia | Carlo di Valois-Angoulême       |  |  |       |  |  |                     |  |  |                      |  |
|                                |                   | Francesco I di Francia | Luisa di Savoia                 |  |  |       |  |  |                     |  |  |                      |  |
| Margherita di Francia          |                   | Francesco I di Francia |                                 |  |  |       |  |  |                     |  |  |                      |  |
|                                |                   | Claudia di Francia     | Luigi XII di Francia            |  |  |       |  |  |                     |  |  |                      |  |
|                                |                   | Claudia di Francia     | Luigi XII di Francia            |  |  |       |  |  |                     |  |  |                      |  |
|                                |                   | Claudia di Francia     | Anna di Bretagna                |  |  |       |  |  |                     |  |  |                      |  |
| Francesca Caterina di Savoia   |                   | Claudia di Francia     |                                 |  |  |       |  |  |                     |  |  |                      |  |
|                                | Carlo V d'Asburgo | Filippo d'Asburgo      |                                 |  |  |       |  |  |                     |  |  |                      |  |
|                                | Carlo V d'Asburgo | Filippo d'Asburgo      |                                 |  |  |       |  |  |                     |  |  |                      |  |
|                                | Carlo V d'Asburgo | Giovanna di Castiglia  |                                 |  |  |       |  |  |                     |  |  |                      |  |
| Filippo II di Spagna           | Carlo V d'Asburgo |                        |                                 |  |  |       |  |  |                     |  |  |                      |  |
|                                |                   | Isabella di Portogallo | Manuele I del Portogallo        |  |  |       |  |  |                     |  |  |                      |  |
|                                |                   | Isabella di Portogallo | Manuele I del Portogallo        |  |  |       |  |  |                     |  |  |                      |  |
|                                |                   | Isabella di Portogallo | Maria d'Aragona e Castiglia     |  |  |       |  |  |                     |  |  |                      |  |
| Caterina Michela d'Asburgo     |                   | Isabella di Portogallo |                                 |  |  |       |  |  |                     |  |  |                      |  |
|                                |                   | Enrico II di Francia   | Francesco I di Francia          |  |  |       |  |  |                     |  |  |                      |  |
|                                |                   | Enrico II di Francia   | Francesco I di Francia          |  |  |       |  |  |                     |  |  |                      |  |
|                                |                   | Enrico II di Francia   | Claudia di Francia              |  |  |       |  |  |                     |  |  |                      |  |
| Elisabetta di Valois           |                   | Enrico II di Francia   |                                 |  |  |       |  |  |                     |  |  |                      |  |
|                                |                   | Caterina de' Medici    | Lorenzo II de' Medici           |  |  |       |  |  |                     |  |  |                      |  |
|                                |                   | Caterina de' Medici    | Lorenzo II de' Medici           |  |  |       |  |  |                     |  |  |                      |  |
|                                |                   | Caterina de' Medici    | Madeleine de la Tour d'Auvergne |  |  |       |  |  |                     |  |  |                      |  |
|                                |                   | Caterina de' Medici    |                                 |  |  |       |  |  |                     |  |  |                      |  |